# Engelberg (Antarktika)
Der Engelberg ist ein 1600 m hoher Berg im ostantarktischen Viktorialand. In der Morozumi Range der Usarp Mountains ragt er westlich des Diskordanztals auf.
Wissenschaftler der deutschen Expedition GANOVEX III (1982–1983) benannten ihn. Namensgeber ist Stephan Engel, ein Teilnehmer dieser Forschungsreise.